# Società Sportiva Ischia Isolaverde
A Società Sportiva Ischia Isolaverde, comunmente conhecida como Ischia Isolaverde ouIschia, é uma equipe de futebol italiana com sede na Ilha de Ischia. Foi fundada em 1922 por Biagio Buonocore Milita na Lega Pro.
No curso da sua história, a nível nacional, obteve uma promoção na Serie C1 em 1986-87 e uma na Lega Pro em 2013-2014 venceu um campeonato da Serie C2 em 1990-91, um Campeonato Interregional em 1982-83 e um campeonato da Serie D em 2012-13. E na temporada 2012-13 foi  laureada Campeã da Italia dilettanti vencendo o Scudetto di categoria.
É a única equipe de futebol de uma ilha menor italiana que participa preso de um campeonato nacional proficional.
A equipe obteve esta denominação em 2007, abandonando a denominação Associazione Sportiva Ischia Benessere & Sport, que tinha desde 2005, e riprendendo a denominazioção obitda em 1998, ano do qual foi excluido do campeonato da Serie C1 por inadiplencia financeiara.